# 1864 aux États-Unis
Pour des articles plus généraux, voir Chronologie des États-Unis et 1864.
Chronologie des États-Unis
- 1860
- 1861
- 1862
- 1863
- 1864
- 1865
- 1866
- 1867
- 1868

Cette page concerne des événements d'actualité qui se sont produits durant l'année 1864 du calendrier grégorien aux États-Unis.

Les passages soulignés sont les batailles majeures de la guerre de Sécession.

## Gouvernement
- Président : Abraham Lincoln Républicain
- Vice-président : Hannibal Hamlin Républicain
- Secrétaire d'État : William Henry Seward
- Chambre des représentants - Président : Schuyler Colfax Républicain

## Événements

### Janvier

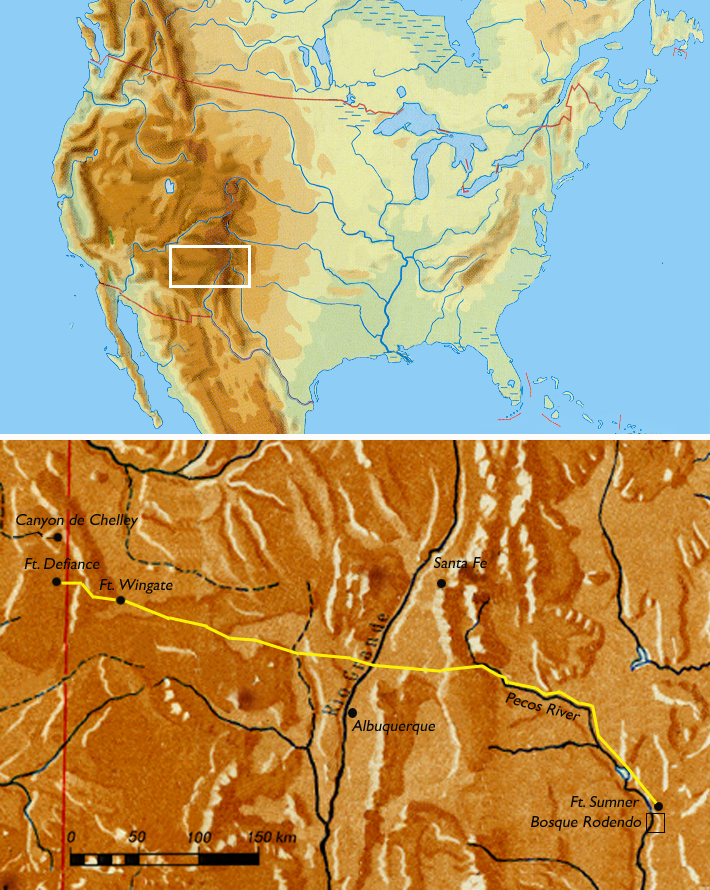
janvier : La « longue marche » de Fort Defiance à Fort Sumner, 500 km.

- Longue marche des Navajos : déportation, de plus de 20 jours, à laquelle l'US Army contraint de très nombreux Navajos.

### Février
- 14-20 février : victoire de l'Union à la bataille de Meridian.
- 17 février :
  - le sous-marin confédéré CSS H. L. Hunley coule l'USS Housatonic près du port de Charleston, il s'agit de la première fois qu'un sous-marin arrive à couler un autre navire, bien que le CSS H. L. Hunley coule peu de temps après avoir signalé sa victoire.
  - Troisième[1] conscription dans les États confédérés appelant désormais sous les drapeaux les hommes âgés de 17 à 50 ans.
- 20 février : victoire confédérée à la bataille d'Olustee en Floride.
- 22-27 février : victoire confédérée à la première bataille de Dalton.

### Mars
- 2 mars : le président Lincoln nomme Ulysses S. Grant Lieutenant-Général ce qui fait de lui le nouveau commandant en chef de toutes les armées fédérales.
- 10 mars - 22 mai : campagne de Red River. Série de batailles qui se déroulent le long du Rouge du Sud, en Louisiane. Cette campagne est une initiative de l'Union pour capturer Mobile (Alabama). Cette campagne est un échec pour l'Union.

### Avril
- 8 avril : 
  - le 38e Congrès des États-Unis autorise l'université Gallaudet, destinée aux sourds et malentendants, le droit d'accorder et de certifier des diplômes universitaires[2].
  - victoire décisive des Confédérés à la bataille de Mansfield en Louisiane.
- 12 avril : victoire des Confédérés à la bataille de Fort Pillow dans le comté de Lauderdale (Tennessee).
- 22 avril : une loi sur la monnaie, le Coinage Act of 1864, autorise le changement de composition des pièces de 1 cent et la création des pièces de 2 cents. De plus, la devise « In God We Trust » apparaît pour la première fois sur une pièce de pièce de 2 cents.

### Mai

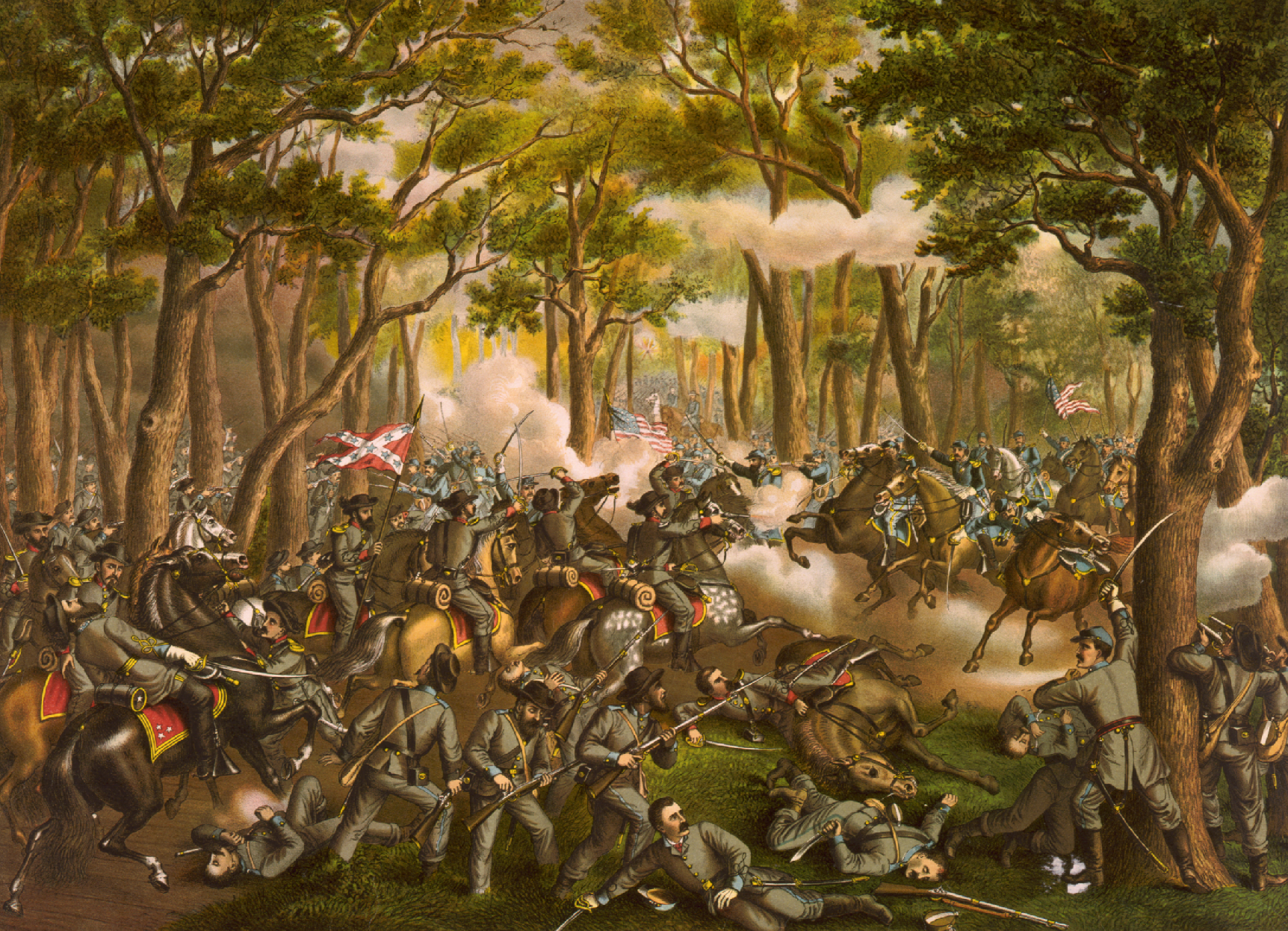
5-6 mai : bataille de la Wilderness

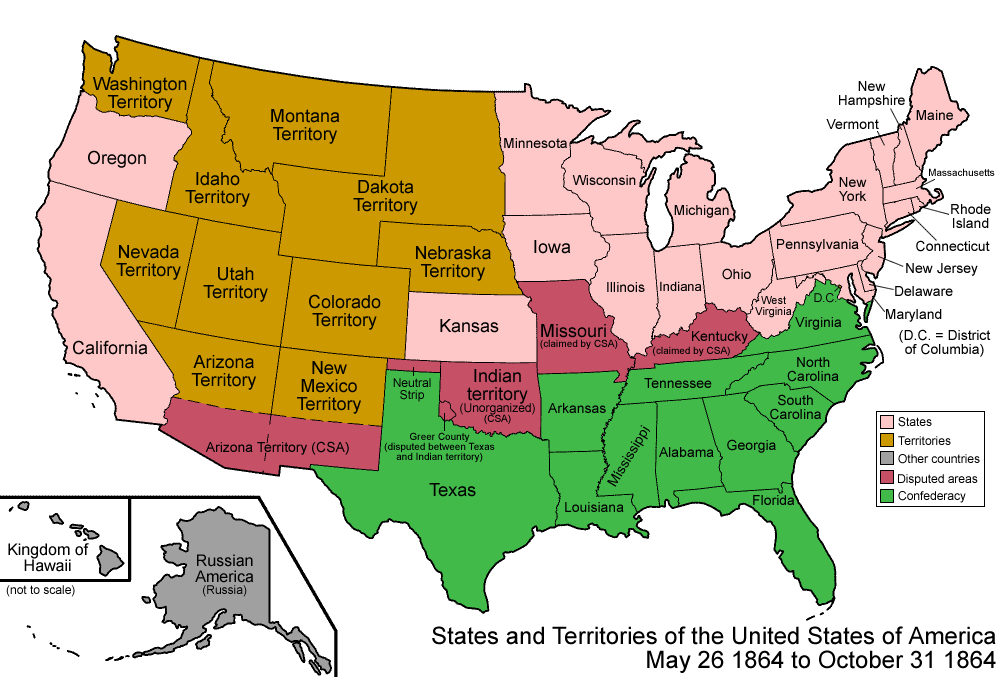
26 mai - 31 octobre 1864

- 2 mai, Californie : ouverture de la ligne Brighton[Lequel ?]-Freeport (Freeport Rail Road Company)
- 5-6 mai, Overland Campaign : bataille de la Wilderness, dans les comtés de Spotsylvania et d'Orange, (Virginie). À la fin de la bataille, les deux armées n'ont ni progressé ni reculé.
- 5 mai : bataille du détroit d'Albemarle, indécise.
- 6-20 mai : campagne de Bermuda Hundred. Série de batailles à Bermuda Hundred[3], à l'extérieur de Richmond (Virginie).
- 7 mai, campagne d'Atlanta : bataille d'Adairsville. Cette action de retardement des forces sudistes permett au général Joseph E. Johnston de mettre en place un piège dans lequel il espère faire tomber les forces de l'Union près de Cassville.
- 9-12 mai, Overland Campaign : bataille de Spotsylvania, dans le comté de Spotsylvania (Virginie), un des affrontements les plus sanglant de la guerre. Le major-général John Sedgwick meurt le 9 mai au début de la bataille. Des tireurs embusqués adverses incitaient les membres de son état-major et les artilleurs à se mettre à couvert. Sedgwick, pour sa part, marchait à découvert en disant : « I'm ashamed of you, dodging that way. They couldn't hit an elephant at this distance. »[4],[5] Quelques secondes plus tard, il est frappé par une balle au-dessus de l'œil gauche.
- 10 mai : engagement mineur à la bataille de Cove Mountain.
- 11 mai, Overland Campaign : victoire de l'Union à la bataille de Yellow Tavern, dans le comté de Henrico (Virginie). Mort de Jeb Stuart, qui prive les Confédérés de leur commandant de cavalerie le plus expérimenté.
- 13-15 mai, campagne d'Atlanta : bataille de Resaca, dans les comtés de Gordon et de Whitfield en Géorgie. Elle s'achève de manière indécise en ne délivrant pas de vainqueur final de manière incontestable.
- 19 mai, campagne d'Atlanta : le général sudiste Joseph E. Johnston tente de battre un corps d'armée nordiste à la bataille de Cassville mais est obligé de continuer sa retraite.
- 23-26 mai, Overland Campaign : bataille de North Anna dans les comtés de Caroline et de Hanover (Virginie). Il n'y a pas de vainqueur clair.
- 24-25 mai, campagne d'Atlanta : victoire des Confédérés à la bataille de New Hope Church dans le comté de Paulding (Géorgie).
- 24 mai-4 juin, campagne d'Atlanta : victoire de l'Union à la bataille de Dallas.
- 26 mai : le Territoire du Montana est séparé du Territoire de l'Idaho, avec l'adjonction de zones du Territoire du Dakota; il correspond à l'actuel Montana. Le Territoire de l'Idaho est alors composé du territoire couvert par l'actuel Idaho et l'ouest du Wyoming ; le Territoire du Dakota inclut les deux Dakotas et la majeure partie du Wyoming[6].
- 28 mai, Overland Campaign : bataille de Haw's Shop dans le comté de Hanover (Virginie). Les Confédérés se retirent, la bataille est techniquement gagnée par l'Union, mais à un coût élevé.
- 31 mai-12 juin, Overland Campaign : bataille de Cold Harbor. Dernière offensive victorieuse des sudistes dans le comté de Hanover (Virginie).

### Juin

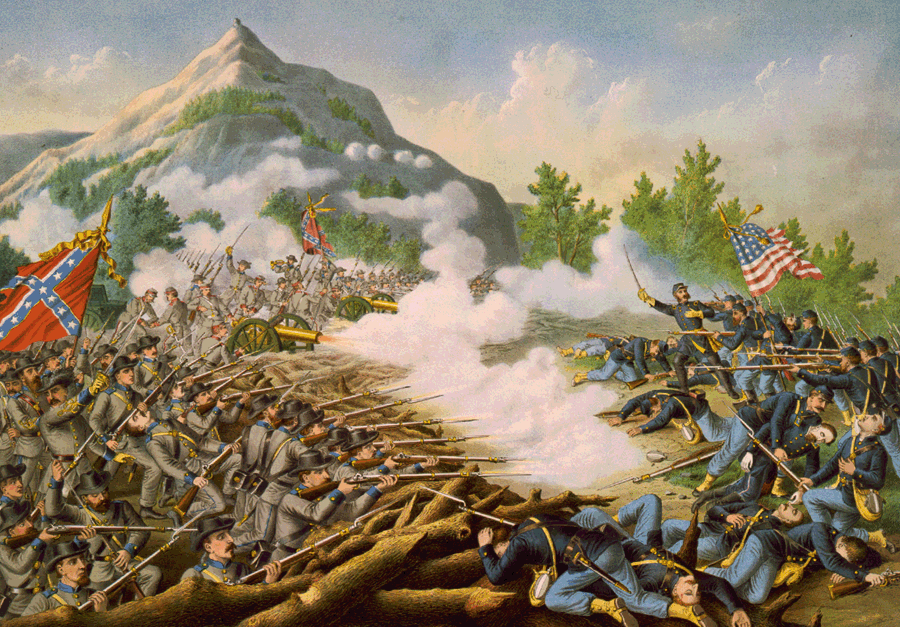
27 juin : bataille de Kennesaw Mountain

- 3 juin : le Central Pacific exploite la ligne de chemin de fer Sacramento / Newcastle (Californie) dans le comté de Placer.
- 9 juin-25 mars 1865 : siège de Petersburg. Durant treize mois, les forces de l'Union tentent de prendre d'assaut la ville de Petersburg (Virginie), ils construisent un réseau de tranchées qui finit par atteindre la longueur de 50 km à l'est et au sud de la ville. Petersburg était essentielle au ravitaillement de l'armée de Virginie du Nord et de la ville de Richmond. Les Confédérés finissent par abandonner les deux villes en avril 1865, ce qui conduisit à sa reddition lors de la bataille d'Appomattox. La plus grande concentration de troupes afro-américaines de toute la guerre fut assemblée lors du siège de Petersburg. Elles subirent de lourdes pertes lors des divers engagements, comme la Bataille du Cratère et les combats de Chaffin's Farm.
- 11 juin-12 juin, Overland Campaign : la cavalerie de l'Union est défaite par celle des États Confédérés à la bataille de Trevilian Station (comté de Louisa (Virginie)).
- 15 juin : le Congrès vote une loi accordant l’égalité de traitement aux soldats noirs[7].
- 19 juin : bataille navale entre le corsaire sudiste CSS Alabama et le bateau nordiste USS Kearsarge au large de Cherbourg : le CSS Alabama est coulé.
- 22 juin, campagne d'Atlanta : victoire de l'Union à la bataille de Kolb's Farm dans le comté de Cobb (Géorgie).
- 27 juin, campagne d'Atlanta : victoire des confédérés à la bataille de Kennesaw Mountain (Kennesaw et Marietta (Géorgie)). Le jeune Ambrose Bierce est blessé.
- Premier cas connu de professionnalisme en baseball aux États-Unis. Al J. Reach perçoit en effet un salaire quand il quitte les Philadelphia Athletics pour rejoindre Brooklyn[8].

### Juillet
- 2 juillet :
  - le Northern Pacific Railway est créé comme le premier chemin du fer transcontinental du nord des États-Unis, destiné à relier les Grands Lacs à Puget Sound (État de Washington)[9]. Il reçoit une concession de 190 000 km2 de terre en échange de la construction d'un chemin de fer vers des régions inhabitées.
  - Wade-Davis Bill (en), votée par le Congrès des États-Unis, et obtenue par les républicains radicaux : dès que 50 % des habitants de chaque état sudiste auront prêté serment de n'avoir jamais aidé à combattre ou combattu l'Union, ces états pourront réintégrer les États-Unis. Le 8 décembre 1863 le président Abraham Lincoln prônait un plan plus clément de 10 % des votants à l’élection de 1860 à avoir prêté un simple serment d’allégeance à l’Union pour la réintégration des états sudistes. Aussi Abraham Lincoln pose son véto à la loi Wade-Davis[10].
- 4 juillet :  loi sur les contrats de travail (Contract Labor Law)[11]. Elle permet aux entreprises de signer des contrats avec des travailleurs étrangers si ceux-ci acceptent d’abandonner 12 mois de salaire pour payer leur émigration.
- 11-12 juillet, campagnes de la vallée de Shenandoah : bataille de Fort Stevens, dans le nord-ouest de Washington. Les nombreuses défenses du Fort Stevensand minimisent la menace militaire que représentent les Confédérés, ces derniers se retirent après avoir entrepris plusieurs escarmouches durant deux journées entières sans néanmoins tenter de véritables assauts du fort. La bataille se caractérise notamment par la présence du président Abraham Lincoln, ce dernier observant la bataille.
- 20 juillet, campagne d'Atlanta : victoire de l'Union à la bataille de la Peachtree Creek dans le comté de Fulton (Géorgie).
- 22 juillet, campagne d'Atlanta : bataille d'Atlanta. Elle marque un tournant majeur dans la guerre de Sécession car elle brise la défense des Confédérés de la ville d'Atlanta. La ville tombe aux mains des nordistes le 2 septembre 1864.
- 29 juillet : régate universitaire entre Harvard et Yale. Yale s'impose pour la première fois à l'occasion de la cinquième édition de cette course[12].
- 30 juillet, siège de Petersburg : bataille du Cratère. Les nordistes font exploser une mine sous les lignes sudistes mais ne peuvent exploiter le résultat de l'explosion, leurs unités se retrouvent piégées au fond du cratère créé.

### Août
- 1er août : fondation de la « The National Watch Co » (Elgin Watch Company) à Elgin (Illinois).
- 5 août : bataille de la baie de Mobile. Une escadre nordiste force l'entrée de la baie de Mobile (Alabama) et l'emporte sur une escadre sudiste. La Confédération perd son dernier grand port.
- 11 août : les Brooklyn Atlantics remportent le 8e championnat de baseball de la NABBP avec 20 victoires et 1 défaite[13].
- 14 août-15 août, campagne d'Atlanta : victoire de l'Union à la seconde bataille de Dalton dans le comté de Whitfield (Géorgie).
- 17 août : victoire confédérée à la bataille de Gainesville, en Floride.
- 24 août : l'United States Postal Service inaugure la première ligne de train postal aux États-Unis, sur les lignes du Chicago and North Western Railway entre Chicago et Clinton (Iowa).
- 31 août-1er septembre, campagne d'Atlanta : victoire de l'Union à la bataille de Jonesborough dans le comté de Clayton (Géorgie).

### Septembre

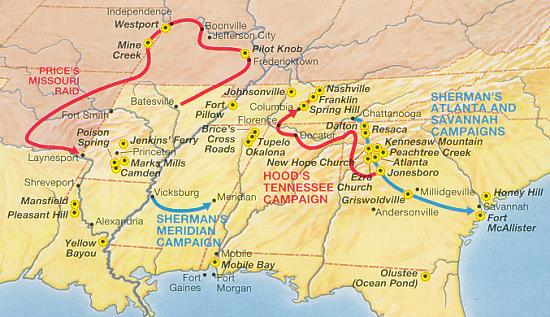
19 septembre-28 octobre : Le Raid de Price.

- 1er septembre, campagne d'Atlanta : les Confédérés évacuent Atlanta (Géorgie).
- 2 septembre, campagne d'Atlanta : l'Union prend Atlanta.
- 7 septembre, campagne d'Atlanta : l'Union évacue tous les civils d'Atlanta et incendie la ville.
- 18 septembre-27 décembre : campagne de Franklin-Nashville. Série de batailles qui se déroulent en Alabama, Tennessee et au nord-ouest de la Géorgie. Elle se conclut par la disparition, en tant qu'unité constituée, de l'armée sudiste du Tennessee.
- 19 septembre, campagnes de la vallée de Shenandoah : victoire de l'Union à la bataille d'Opequon à Winchester (Virginie).
- 19 septembre-28 octobre : raid de Price. Sous le commandement du général Sterling Price, les Confédérés prévoient une offensive pour reprendre le contrôle du Missouri. Ils échouent, ce qui contribuera à la réélection de Lincoln.
- 21-22 septembre, campagnes de la vallée de Shenandoah : victoire de l'Union à la bataille de Fisher's Hill dans le comté de Shenandoah (Virginie).
- 27 septembre : 
  - victoire de l'Union à la bataille de Marianna en Floride.
  - massacre de vingt-quatre soldats nordistes désarmés à Centralia dans le Missouri.

### Octobre

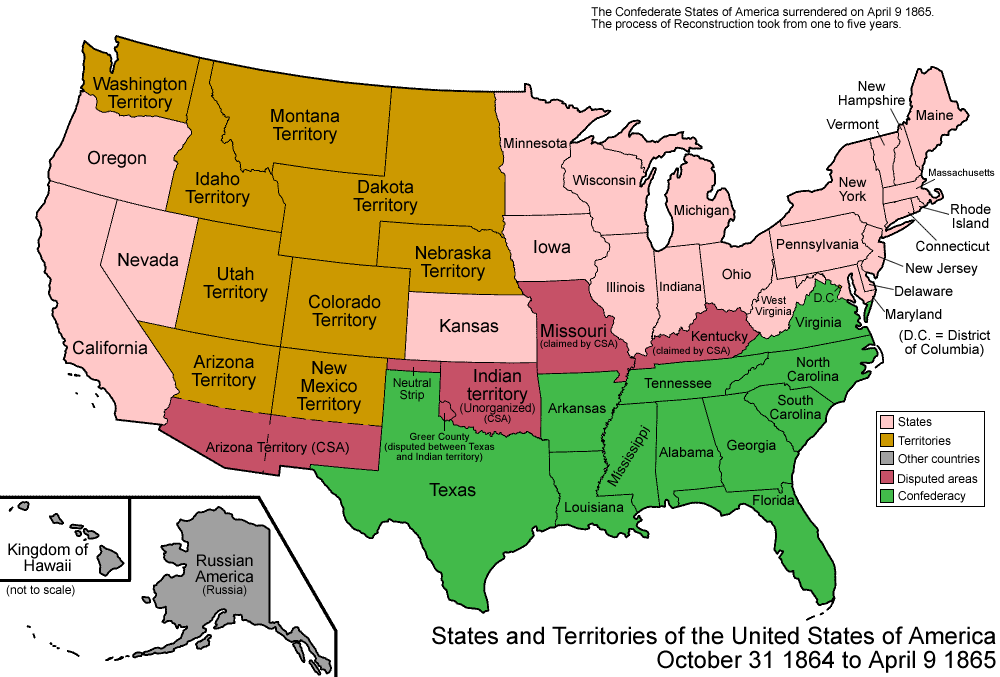
31 octobre 1864 - 9 avril 1865

- 1er-3 octobre : victoire des Confédérés à la première bataille de Saltville (comté de Smyth et comté de Washington (Virginie)).
- 5 octobre, campagne de Franklin-Nashville : victoire de l'Union à la bataille d'Allatoona dans le comté de Bartow, en Géorgie.
- 19 octobre : 
  - campagnes de la vallée de Shenandoah : victoire de l'Union à la bataille de Cedar Creek dans les comtés de Frederick, Shenandoah et Warren en Virginie.
  - Raid de St. Albans : opération terrestre qui se déroule le plus au nord durant toute la durée de la guerre de Sécession. Une force de Confédérées de 21 cavaliers attaque Saint Albans (Vermont) à partir du Canada.
- 25 octobre, Raid de Price : victoire de l'Union à la bataille de Marmiton River dans le comté de Vernon (Missouri).
- 30 octobre : fondation d'Helena (Montana) à la suite de la découverte d'un gisement de sable aurifère dans la région.
- 31 octobre : le Territoire du Nevada devient le 36e État, le Nevada ; il est alors légèrement plus petit qu'actuellement, n'ayant pas acquis sa superficie finale à l'est et au sud.

### Novembre

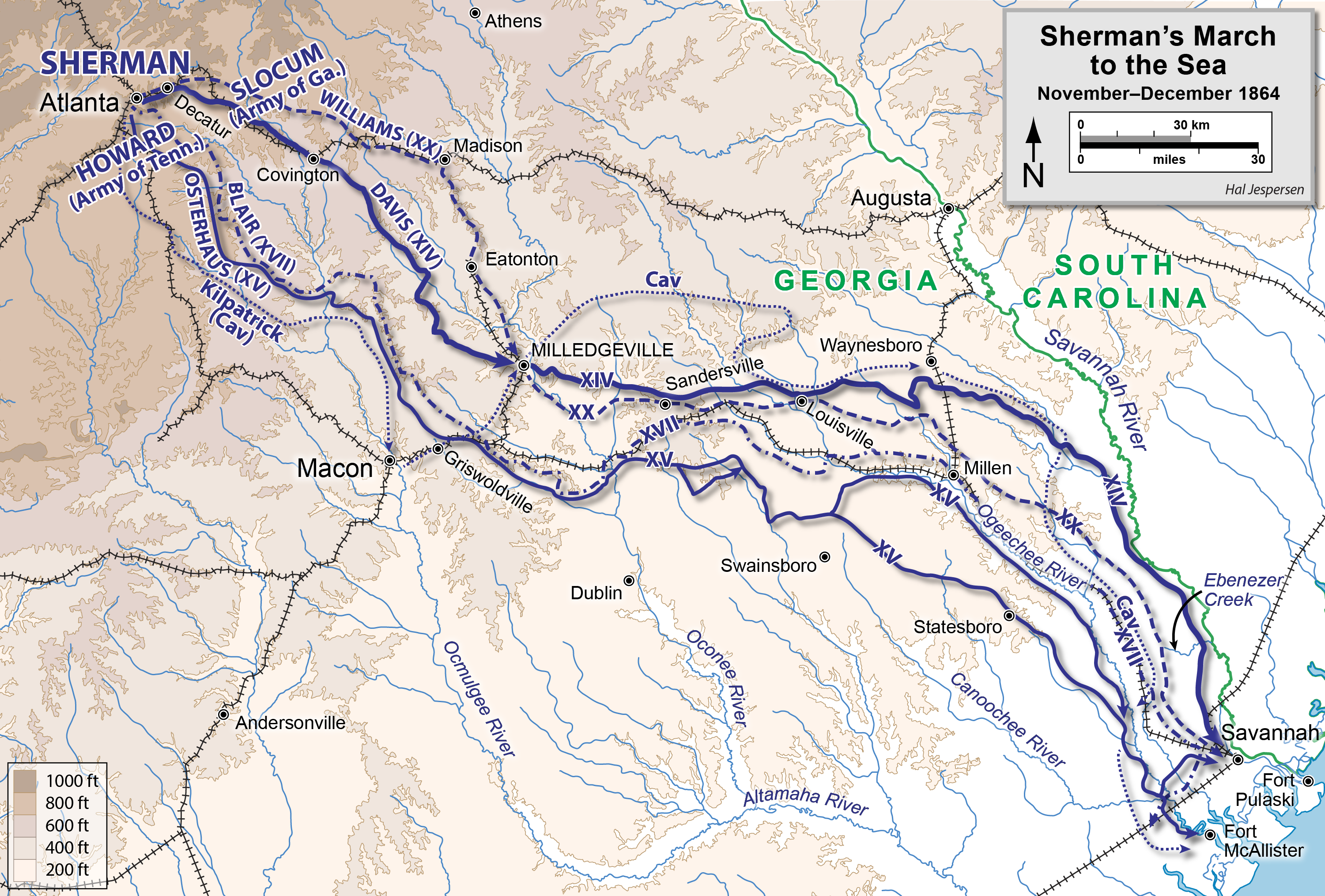
15 novembre-22 décembre : Carte de la marche de Sherman vers la mer.

- 8 novembre : le républicain Abraham Lincoln obtient un second mandat de président des États-Unis. L'élection présidentielle américaine de 1864, qui se déroule en pleine guerre de Sécession, se solde assez logiquement par la réélection triomphale du président sortant, Abraham Lincoln, issu du parti républicain, mais présenté par le Parti de l'union nationale, formé pour l'occasion par les républicains et une partie des démocrates qui le soutenaient dans la conduite de la guerre.
- 15 novembre-22 décembre : marche de Sherman vers la mer. Le général de l'Armée de l'Union Sherman marche d'Atlanta vers la mer. Il atteint Savannah (Géorgie) le 22 décembre.
- 19 novembre : les confédérés conduits par Hood envahissent le Tennessee, espérant couper la route aux renforts de Sherman[14].
- 21 novembre : lettre de Lincoln à Madame Lydia Bixby.
- 22 novembre, marche de Sherman vers la mer : une brigade de l'armée de l'Union défait la division d'infanterie confédérée à la bataille de Griswoldville, près de Macon (Géorgie), et continue sa marche vers Savannah (Géorgie).
- 26 novembre : première bataille d'Adobe Walls. À Adobe Walls, dans le nord du Texas, les tribus Kiowas et Comanches, avec leurs alliés, chassent du champ de bataille une force expéditionnaire de l'armée de l'Union chargée de réagir aux attaques contre les colons blancs s'installant au sud-ouest des États-Unis[15].
- 29 : massacre de Sand Creek. La milice du Territoire du Colorado attaque un village de Cheyennes et d'Arapahos installé sur les plaines orientales, le camp indien comptait 500 personnes, guerriers mais aussi femmes, vieillards et enfants...
- 30 novembre, campagne de Franklin-Nashville : victoire de l'Union à la bataille de Franklin dans le comté de Williamson (Tennessee).

### Décembre
- 4 décembre, Marche de Sherman vers la mer : les forces de cavalerie de l'Union défont la cavalerie confédérée à la bataille de Waynesboro, ouvrant la voie pour que les armées de Sherman approchent de leur objectif, Savannah (Géorgie).
- 5-7 décembre, campagne de Franklin-Nashville : victoire de l'Union à la troisième bataille de Murfreesboro.
- 13 décembre, Marche de Sherman vers la mer : victoire de l'Union à la seconde bataille de Fort McAllister, dans le comté de Bryan (Géorgie).
- 15-16 décembre, campagne de Franklin-Nashville : victoire écrasante de l'Armée de l'Union à la bataille de Nashville. Cette bataille marque la disparition des armées confédérées sur le théâtre des opérations ouest.
- 20-21 décembre : seconde bataille de Saltville. À Saltville, (comté de Smyth et comté de Washington (Virginie)), les nordistes l'emportent et détruisent les installations de production de sel.
- 23-27 décembre : première bataille de Fort Fisher. Début de la campagne de Wilmington.

## Sans date précise
- George Perkins Marsh dénonce les dangers des déboisements et la menace de l’érosion dans son livre, l’Homme et la nature.

## Naissances
- 1er janvier : Alfred Stieglitz, (né à Hoboken (New Jersey) - † 13 juillet 1946 à Lake George)  était un photographe et un monnayeur d'art.
- 6 janvier. Ban Johnson, dirigeant américain de baseball (fondateur de la Ligue américaine)
- 19 mars : Charles Marion Russell, (né à Saint-Louis, Missouri - † 1926) est un des plus grands peintres de l'ouest américain. Russell a peint plus de 2000 tableaux représentant les cow-boys, les Indiens et les paysages du Far West de la fin du XIXe siècle.
- 12 juillet : George Washington Carver est un botaniste et un agronome américain, né près de Diamond Grove dans le Missouri et mort le 5 janvier 1943.
- 13 juillet : John Jacob Astor IV († 15 avril 1912), est un homme d'affaires, inventeur, écrivain et militaire. Membre de l'influente famille Astor, il hérite de la fortune de ses ancêtres et gère un vaste empire financier et immobilier. Il est notamment propriétaire de l'hôtel Waldorf-Astoria à New York. Astor s'illustre dans le domaine littéraire en écrivant un roman de science fiction, et dépose également les brevets de plusieurs inventions de son cru. Il devient, de plus, colonel durant la Guerre hispano-américaine.
- 17 octobre : Robert Lansing, homme politique américain († 30 octobre 1928).
- 6 décembre : William S. Hart est un acteur, réalisateur, producteur et scénariste né à Newburgh, New York, décédé le 23 juin 1946 à Newhall (Californie).

## Décès
- 13 janvier : Stephen Foster, (né le 4 juillet, 1826), considéré comme le père de la musique américaine, fut un influent auteur de chansons aux États-Unis durant le XIXe siècle. Ses chansons, telles que Oh! Susanna, Camptown Races, My Old Kentucky Home, Old Black Joe, Beautiful Dreamer et Old Folks at Home (Swanee River) demeurent populaires  même cent cinquante ans après leur composition.
- 9 mai : John Sedgwick, (né le 13 septembre 1813), est un professeur, officier de carrière de l'armée des États-Unis d'Amérique, qui a servi dans l'armée de l'Union au cours de la guerre de Sécession. Sa mort lors de la bataille de Spotsylvania est souvent considérée comme un épisode ironique.
- 12 mai : James Ewell Brown Stuart, (né le 6 février 1833), est un militaire, originaire de Virginie. Durant la guerre de Sécession, il devint général de cavalerie dans l'Armée des États confédérés et fut tué au combat lors de la campagne de la Wilderness.
- 19 mai : Nathaniel Hawthorne (né le 4 juillet 1804 à Dedham (Massachusetts) - décédé à Plymouth (New Hampshire)) est un écrivain, auteur de nouvelles et de romans.
- 12 octobre : Roger Brooke Taney naît dans le comté de Calvert dans le Maryland le 17 mars 1777. En 1836, le président Jackson le nomme Chief Justice des États-Unis. Taney acquerra une notoriété pour son appui aux lois sur la reddition des esclaves fugitifs dans les États libres, malgré ses positions anti-esclavagistes. Il meurt à Washington.

#### Articles généraux
- Histoire des États-Unis de 1776 à 1865
- Évolution territoriale des États-Unis
- Guerre civile américaine
- États confédérés d'Amérique
- Liste des batailles de la guerre de Sécession
- Blocus de l'Union
- 54e régiment d'infanterie du Massachusetts

#### Articles sur l'année 1864 aux États-Unis
- Élection présidentielle américaine de 1864
- Coinage Act of 1864
- Longue marche des Navajos
- Massacre de Sand Creek
- Première bataille d'Adobe Walls
- Campagne d'Atlanta
- Campagne de Bermuda Hundred
- Campagne de Franklin-Nashville
- Campagne de Red River
- Campagnes de la vallée de Shenandoah (1864)
- Overland Campaign
- Marche de Sherman vers la mer
- Raid de Price
- Siège de Petersburg
- Bataille d'Allatoona
- Bataille d'Atlanta
- Bataille de la baie de Mobile
- Bataille de Cedar Creek
- Bataille de Cold Harbor
- Bataille du Cratère
- Bataille de Dallas
- Seconde bataille de Dalton
- Bataille de Fisher's Hill
- Seconde bataille de Fort McAllister
- Bataille de Fort Pillow
- Bataille de Fort Stevens
- Bataille de Franklin
- Bataille de Griswoldville
- Bataille de Haw's Shop
- Bataille de Jonesborough
- Bataille de Kennesaw Mountain
- Bataille de Kolb's Farm
- Bataille de Marmiton River
- Bataille de Nashville
- Bataille de New Hope Church
- Bataille de North Anna
- Bataille d'Opequon
- Bataille de la Peachtree Creek
- Bataille de Resaca
- Première bataille de Saltville
- Seconde bataille de Saltville
- Bataille de Spotsylvania
- Bataille de Trevilian Station
- Bataille de Waynesboro (Géorgie)
- Bataille de la Wilderness
- Bataille de Yellow Tavern
- Raid de St. Albans
- Combat naval à Cherbourg (1864)